# Manfred Lütz

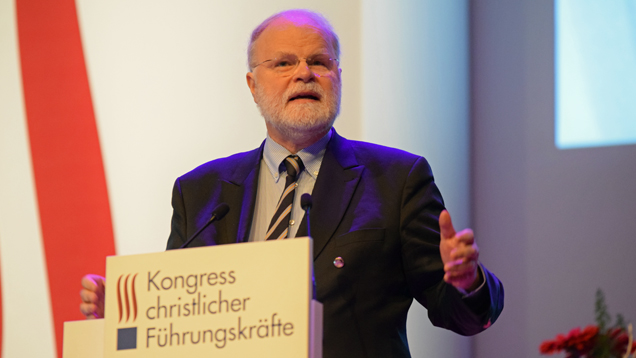
Manfred Lütz (2015)

Manfred Lütz (* 18. März 1954 in Bonn) ist ein deutscher Psychiater, Psychotherapeut, römisch-katholischer Theologe, Berater des Vatikans und Buchautor. Er leitete von 1997 bis 2019 das Alexianer-Krankenhaus in Köln.

## Leben

### Herkunft und Familie
Manfred Lütz wurde als Sohn des Juristen Manfred Lütz sen. (1910–2005) und dessen Frau Mechtildis, geb. Freiin von Quernheim (1921–2010), einer Apothekerin, in Bonn geboren. Sein Vater stammte aus Porz und war Ministerialrat im Bundesverteidigungsministerium. Seine Mutter stammte aus Greifswald. Sein Großonkel mütterlicherseits, Paulus van Husen, war Mitglied im Kreisauer Kreis.
Lütz ist seit 1995 mit Isabelle Prinzessin zu Löwenstein-Wertheim-Rosenberg verheiratet. Das Paar hat zwei Töchter und lebt in Bornheim bei Bonn.

### Werdegang und ärztliche Profession
Manfred Lütz besuchte von 1960 bis 1964 die katholische Paulusschule in Bonn-Tannenbusch und anschließend das Collegium Josephinum Bonn, an dem er im Mai 1972 das Abitur ablegte. Nach dem Wehrdienst begann er im April 1975 ein Studium der Humanmedizin, Philosophie und katholische Theologie an der Rheinischen Friedrich-Wilhelms-Universität Bonn. Zu seinen Lehrern in Bonn gehörte der Philosoph Wolfgang Kluxen. Im November 1979 erlangte er seine Approbation als Arzt. Anschließend ging Lütz 1980 für zwei Jahre nach Rom an den Campo Santo Teutonico. 1981 wurde er in Bonn mit einer von Jürgen Hengstmann betreuten Arbeit über Kreislaufschwäche (Orthostasesyndrom und Catecholamine) promoviert und erhielt 1982 mit einer Arbeit Zur Gotteslehre bei Karl Rahner sein Diplom in katholischer Theologie. Während seines Studiums wurde er Mitglied der KDStV Bavaria Bonn im CV.
Lütz wurde zunächst Facharzt für Nervenheilkunde, später auch für Psychiatrie und Psychotherapie. Ab 1989 war er als Oberarzt der psychiatrischen Abteilung des Marien-Hospitals in Euskirchen tätig und zugleich Leitender Arzt der Klinik Sankt Martin in Euskirchen-Stotzheim, einer Fachklinik für alkohol- und medikamentenabhängige Männer. Von 1997 bis 2019 war er Chefarzt des Alexianer-Krankenhauses in Köln-Porz, eines Fachkrankenhauses für Psychiatrie, Psychotherapie und Neurologie, dessen Einzugsbereich den gesamten Kölner Süden umfasst.
Lütz ist unter anderem in systemisch-lösungsorientierter, verhaltenstherapeutischer und psychoanalytischer Psychotherapie ausgebildet. Im Jahr 2003 gründete er das Alexianer-Therapie-Forum, eine Fortbildungsreihe des Alexianer-Krankenhauses mit Trainingsseminaren und Vorträgen internationaler Referenten aus dem Bereich Psychotherapie.

### Außerberufliche Aktivitäten

#### Soziales Engagement
Manfred Lütz gründete 1981 in Bonn die integrative Jugendgruppe „Brücke-Krücke“, in der behinderte und nichtbehinderte Jugendliche und junge Erwachsene aus Bonn und Umgebung ohne professionelle Betreuung zusammenwirken. Lütz ist seitdem ehrenamtlich für die Initiative tätig, die der Katholischen Jugendagentur in Bonn angegliedert ist. Er bereitet Jahresfahrten vor und nimmt an Veranstaltungen teil. Die Gruppe umfasst ca. 200 Behinderte und Nichtbehinderte.

#### Kirchen- und Vatikanberater
Von Papst Johannes Paul II. wurde Lütz 2003 zum Konsultor der Kongregation für den Klerus ernannt. Im gleichen Jahr organisierte er im Vatikan einen Kongress zum Thema „Missbrauch von Kindern und Jugendlichen durch katholische Priester und Ordensleute“. Im Erzbistum Köln gehörte er ab 2006 zum Arbeitsstab des Seelsorgeamtes für die Bearbeitung und Prüfung von Fällen von sexuellem Missbrauch Minderjähriger durch Geistliche und Laien im pastoralen Dienst. Lütz selbst war unter drei Päpsten bis 2016 Mitglied des Päpstlichen Rates für die Laien. Er wirkte beratend an der Erstellung des Jugendkatechismus Youcat mit. Er war seit Beginn der 2000er Jahre korrespondierendes, ab 2004 ordentliches Mitglied der Päpstlichen Akademie für das Leben, in deren Direktorium er im März 2005 für die Amtsperiode bis 2010 berufen wurde. Nach der Umstrukturierung der Akademie im Zuge der Kurienreform wurde er von Papst Franziskus 2017 erneut zu ihrem ordentlichen Mitglied ernannt und gilt als Befürworter der vom Papst durchgesetzten Öffnung und Erneuerung des Gremiums.
Papst Franziskus ernannte ihn am 6. Oktober 2018 zum Mitglied des Dikasteriums für Laien, Familie und Leben.

#### Buchautor und Medienpräsenz
Nach seinem vorwiegend innerkirchlich beachteten Essay Der blockierte Riese: Psycho-Analyse der katholischen Kirche (1999) betätigt sich Manfred Lütz seit 2002 als Buchautor für ein breiteres Publikum und erlangte durch mehrere Bestseller größere Bekanntheit. In seinen Büchern befasst er sich aus Sicht des Psychotherapeuten teils humorvoll und satirisch zugespitzt mit allgemeinen Themen des Lebensstils und der modernen Kultur, der Religion sowie mit den Verhältnissen in der katholischen Kirche und in der Psychiatrie. Auch als Dozent, Vortragsredner und Interviewpartner ist Manfred Lütz seit vielen Jahren aktiv und gefragt. Lütz tritt seit 2006 gelegentlich auch als Kabarettist auf. Er hat als Gesprächspartner für psychiatrisch-psychotherapeutische Themen häufig an Fernsehsendungen mitgewirkt und nahm im Vorfeld der Konklaven von 2005 und 2013 als Kirchenexperte an prominent besetzten Talkrunden teil. Im März 2013 begleitete er als Kommentator für das ZDF und Phoenix die Direktübertragungen von der Papstwahl beim Konklave 2013 und die anschließenden Ereignisse der Amtseinführung des neuen Papstes Franziskus in Rom. Ähnlich war es im Mai 2025 beim Konklave, aus dem Leo XIV. als neuer Papst hervorging.
Manfred Lütz’ bekanntestes Buch trägt den Titel Irre! Wir behandeln die Falschen. Unser Problem sind die Normalen (2009), dessen Taschenbuchausgabe 106 Wochen auf der Spiegel-Bestsellerliste stand. Aus ihm entstand 2013 eine Fernsehsendung mit dem Kölner Kabarettisten Jürgen Becker. Auch sein Buch Bluff: Die Fälschung der Welt (2012) stand an der Spitze der Spiegel-Bestsellerliste. Weitere häufig genannte Bücher sind Lebenslust: Wider die Diät-Sadisten, den Gesundheitswahn und den Fitness-Kult (2002), Gott: Eine kleine Geschichte des Größten (2007) oder Wie Sie unvermeidlich glücklich werden. Eine Psychologie des Gelingens (2015). 2016 veröffentlichte er einen Gesprächsband mit dem Auschwitzüberlebenden Jehuda Bacon. Sein 2018 erschienenes Buch Der Skandal der Skandale gehörte zu den beiden umsatzstärksten Titeln des Herder-Verlages im Jahr 2018.
In verschiedenen Artikeln z. B. in der FAZ betonte Lütz 2010, dass Missbrauch durch katholische Priester schlimmer sei als jeder andere Missbrauch, wandte sich aber zugleich dagegen, die Kirche als Sündenbock zu betrachten und dabei den gesellschaftlichen Kontext der 70er Jahre auszublenden. Er sieht eher die linke Szene als ursächlich schuldig. Im Gegenteil seien die „Strukturen der Kirche sogar hilfreich“, wenn es um die Aufklärung von Missbrauchsfällen gehe. Die gesamte Gesellschaft stehe hier in der Verantwortung. 2018 kommentierte er die von der Deutschen Bischofskonferenz herausgegebene sogenannte „MHG-Studie“ und nannte sie „spektakulär misslungen“.

#### Kirchliche Bewegungen
Lütz engagiert sich bis heute vielfältig für das Fortkommen verschiedener Neuer geistlicher Bewegungen, die in Rom während des Pontifikats von Johannes Paul II. einflussreich wurden und für deren Koordination der emeritierte deutsche Kurienkardinal Cordes im Vatikan über lange Jahre zuständig war. Für das 2017 erschienene Buch über „den Wert des menschlichen Lebens“ (Bruder Tod. In Würde leben und in Würde sterben) von Kurienerzbischof Vincenzo Paglia, der zu den Mitgründern der geistlichen Gemeinschaft Sant’Egidio gehört und das Buch aus Anlass des Weltfriedenstreffen der Gemeinschaft in Deutschland vorstellte, schrieb Manfred Lütz das Vorwort.

## Ehrungen und Auszeichnungen
- Corine (für sein Buch Gott. Eine kleine Geschichte des Größten), 2008 [34]
- Ritter des Gregoriusordens, 2010 [35]
- Bröckemännche-Preis 2011 (die Laudatio hielt Henryk M. Broder) [18]
- Hoffnungsträger-Preis 2012 des Evangelischen Gemeinschaftsverbandes Württemberg [17]

## Publikationen (Auswahl)

### Forschung / Wissenschaft
- Orthostasesyndrom und Catecholamine. (Bonn, Univ., Diss. 1981).
- Zur Gotteslehre bei Karl Rahner. (Bonn, Univ., Dipl.-Arb., 1982).
- als Hrsg. mit Robert Karl Hanson und Friedemann Pfäfflin: Sexual abuse in the Catholic Church. Scientific and legal perspectives. LEV, Rom 2004, ISBN 978-88-209-7547-0 (Nachweis in der Google-Buchsuche).

### Kirche und Gesellschaft
- Der blockierte Riese. Psycho-Analyse der katholischen Kirche. Mit einem Geleitwort von Paul Watzlawick. Pattloch, Augsburg 1999, ISBN 3-629-00673-6.
  - (Taschenbuch:) Knaur 77534, München 2001, ISBN 3-426-77534-4).
  - Der blockierte Riese. Psycho-Analyse der katholischen Kirche. Mit Papst-Franziskus-Update. Pattloch, München 2014, ISBN 978-3-629-13052-5 (überarbeitete Neuausgabe).
- mit Paul Josef Cordes: Benedikts Vermächtnis und Franziskus’ Auftrag. Entweltlichung. Eine Streitschrift. Herder, Freiburg im Breisgau 2013, ISBN 978-3-451-21977-1.
- mit Arnold Angenendt: Der Skandal der Skandale. Die geheime Geschichte des Christentums. Herder, Freiburg im Breisgau 2018, ISBN 978-3-451-37915-4.
- mit Paulus van Husen: Als der Wagen nicht kam. Eine wahre Geschichte aus dem Widerstand. Herder, München 2019, ISBN 978-3-451-38421-9.
- mit Markus Lanz: Benedikt XVI. – Unser letztes Gespräch. Kösel, München 2023, ISBN 978-3-466-37316-1.
- mit Joseph Ratzinger: Kurze Einführung in das Christentum für alle. Kösel, München 2023, ISBN 978-3-466-37290-4.

### Ratgeber / Lebensweisheit
- Lebenslust. Wider die Diät-Sadisten, den Gesundheitswahn und den Fitness-Kult. Pattloch, München 2002 ISBN 3-629-01639-1.
  - (Hörbuch:) Sprecher: Helge Heynold und Susanne Grawe. Regie: Marian Szymczyk. Campus, Frankfurt am Main 2005, ISBN 3-593-37682-2.
  - (aktualisierte Taschenbuchausgabe:) Knaur 77695, München 2007, ISBN 978-3-426-77695-7.
- Das Leben kann so leicht sein. Lustvoll genießen statt zwanghaft gesund. Auer, Heidelberg 2007, ISBN 978-3-89670-605-8.
- Gott. Eine kleine Geschichte des Größten. Pattloch, München 2007, ISBN 978-3-629-02158-8.
  - (Hörbuch:) Autorenlesung, Steinbach, Schwäbisch Hall 2008, ISBN 978-3-88698-377-3.
  - (Taschenbuch:) Knaur 78164, München 2009, ISBN 978-3-426-78164-7.
- Irre! Wir behandeln die Falschen – unser Problem sind die Normalen: eine heitere Seelenkunde. Gütersloher Verlagshaus, Gütersloh 2009, ISBN 978-3-579-06879-4. (Platz 1 der Spiegel-Bestsellerliste in den Jahren 2009 und 2010).
- Lebenslust in unlustigen Zeiten. Pattloch, München 2010, ISBN 978-3-629-02260-8.
- Bluff! Die Fälschung der Welt. Droemer Knaur, München 2012, ISBN 978-3-426-27597-9. (Platz 1 der Spiegel-Bestsellerliste vom 19. November bis zum 2. Dezember 2012).
- Wie Sie unvermeidlich glücklich werden. Eine Psychologie des Gelingens. Gütersloher Verlagshaus, Gütersloh 2015, ISBN 978-3-579-07099-5.
- mit Jehuda Bacon: „Solange wir leben, müssen wir uns entscheiden.“ Leben nach Auschwitz. Manfred Lütz im Gespräch mit dem jüdischen Künstler und Holocaust-Überlebenden Jehuda Bacon. Gütersloher Verlagshaus, Gütersloh 2016, ISBN 978-3-579-07089-6.
- Neue Irre! Wir behandeln die Falschen – Eine heitere Seelenkunde. 1. Auflage. Kösel, München 2020, ISBN 978-3-466-37268-3, urn:nbn:de:101:1-2020082322021680640614 (200 S.).
- Was hilft Psychotherapie, Herr Kernberg?: Erfahrungen eines berühmten Psychotherapeuten. Verlag Herder 2020, ISBN 978-3-451-60266-5.
- Der Sinn des Lebens. Mit einem Geleitwort von Elke Heidenreich. 1. Auflage. Kösel, München 2024, ISBN 978-3-466-37310-9 (368 S.).

### Veröffentlichungen von Manfred Lütz
- Vielfältige Dienste der Kirche am Evangelium. Vortrag beim Katechetenkongress der Kongregation für den Klerus. In: vatican.va. 2000, archiviert vom Original am 17. Februar 2001.
- Ein Aufbruch des Glaubens: Referat auf dem Kongress „Treffpunkt Weltkirche 2006“. (pdf; 84 kB) In: kirche-in-not.de. 2006, archiviert vom Original am 22. Februar 2014.
- Ist Gott ein Mann im Ohr, den man mit Psychologie wegmachen kann? Ein Plädoyer wider den zeitgeistigen Atheismus. In: Chrismon. 1. Dezember 2007.
- Wir brauchen eine Reform des Christentums! In: Chrismon. 31. Oktober 2010.
- Gedränge auf der Couch: Heute wird jedes Seelengrummeln therapiert. In: Chrismon. 19. September 2013.
- Wartezeiten auf einen Therapieplatz: Wie ein Lobbyverband psychisch Kranken schadet. In: Spiegel Online. 24. März 2019.
- „Abenteuerliche Fehleinschätzungen“: Psychiater kritisiert Blick auf Würzburger Täter. In: Focus Online. 12. Juli 2021.
- Interview von Alice Ahlers: Oma ist der bessere Psycho-Doktor. In: Frankfurter Rundschau. 19. September 2012.
- WDR 5 Erlebte Geschichten (2019): Manfred Lütz, Psychiater, Theologe und Kabarettist